# Kenny Jackett
Kenneth Francis „Kenny“ Jackett (* 5. Januar 1962 in Watford) ist ein ehemaliger walisischer Fußballspieler und aktueller -trainer. Zwischen 1982 und 1988 war er für die walisische Nationalmannschaft aktiv.

## Spielerkarriere

### FC Watford
Kenny Jackett debütierte in der Football League Second Division 1979/80 für den englischen Zweitligisten FC Watford. 1981/82 stieg er mit seiner Mannschaft in die erste Liga auf. In der First Division 1982/83 erreichte der Aufsteiger um Stammspieler Kenny Jackett (41 Ligaspiele/4 Tore) und Torschützenkönig Luther Blissett (27 Treffer) überraschend die Vizemeisterschaft hinter dem FC Liverpool. Im UEFA-Pokal 1983/84 zog der Verein nach Erfolgen über den 1. FC Kaiserslautern und Lewski Sofia in die dritte Runde ein und scheiterte dort an Sparta Prag (2:3 und 0:4). Erfolgreicher agierte die Mannschaft im FA Cup 1983/84, als der Einzug ins Finale dieses prestigeträchtigen Wettbewerbs gelang. Das von Graham Taylor trainierte Team verlor die Partie jedoch mit 0:2 gegen den FC Everton. In der First Division etablierte sich der Verein aus Watford im Mittelfeld der Tabelle, ehe 1987/88 der Abstieg in die zweite Liga erfolgte. Aufgrund einer schweren Knieverletzung beendete Kenny Jackett 1990 seine Spielkarriere im Alter von 28 Jahren vorzeitig.

### Walisische Nationalmannschaft
Am 22. September 1982 debütierte Jackett in der walisischen Nationalmannschaft bei einem 1:0-Heimsieg im Qualifikationsspiel für die EM 1984 gegen Norwegen. Bis 1988 bestritt er weitere dreißig Länderspiele, konnte sich jedoch mit Wales für kein internationales Turnier qualifizieren.

## Trainerkarriere

### FC Watford
Im Juni 1996 wurde er als neuer Cheftrainer seines Heimatvereins FC Watford vorgestellt, der im Vorjahr in die dritte Liga abgestiegen war. Nach einem deutlich verpassten Aufstieg in der Saison 1996/97 wurde er im Sommer 1997 von seinem früheren Trainer Graham Taylor abgelöst und übernahm in der Folgezeit den Posten des Co-Trainers.

### Swansea City
Im April 2004 übernahm er als Cheftrainer den Viertligisten Swansea City. In der neu eingeführten Football League Two 2004/05 führte er den Verein auf den dritten Platz und erreichte damit den Aufstieg in die dritte Liga. Auch in der neuen Spielklasse agierte der Aufsteiger erfolgreich und zog über einen sechsten Tabellenplatz in die Play-offs ein. Nach einem Erstrundenerfolg über den FC Brentford verlor Swansea das Play-off-Finale nach Elfmeterschießen gegen den FC Barnsley. In der Rückrunde der Saison 2006/07 trat Kenny Jackett am 15. Februar 2007 als Trainer von Swansea City zurück.

### FC Millwall
Nach einer zwischenzeitlichen Tätigkeit im Trainerteam von Manchester City wechselte Jackett am 6. November 2007 zum FC Millwall. Nach einem Jahr im unteren Mittelfeld der dritten Liga führte Jackett Millwall in der Football League One 2008/09 ins Play-off-Finale. Gegen Scunthorpe United verlor die Mannschaft jedoch mit 2:3 und verpasste den Aufstieg in die zweite Liga. In der Folgesaison zog der Verein aus dem Londoner Stadtbezirk Lewisham erneut ins Play-off-Finale ein und schaffte nach einem 1:0-Sieg über Swindon Town den Aufstieg. In der neuen Spielklasse beendete Millwall die Saison 2010/11 als Tabellenneunter. 2011/12 belegte der Verein am Saisonende den 16. Platz. Im Mai 2012 wurde Kenny Jackett zum Trainer des Monats April der zweiten Liga gewählt.

### Wolverhampton Wanderers
Zur Saison 2013/14 folgte Jackett Dean Saunders als Trainer des Zweitliga-Absteigers Wolverhampton Wanderers.

### FC Portsmouth
Von 2017 bis März 2021 betreute er den Drittligisten FC Portsmouth. 2019 führte er den Klub zum Gewinn der EFL Trophy, 2019 und 2020 scheiterte er mit dem Team in den Aufstiegs-Play-offs. Nachdem er das nachgeholte Finale um die EFL Trophy 2019/20 gegen den klassenniederen Klub Salford City verloren hatten und zuvor in der Liga nur ein Sieg aus sieben Partien gelungen war, wurde er Mitte März 2021 auf Platz 7 liegend entlassen.

### Leyton Orient
Zur Saison 2021/22 übernahm Jackett den Cheftrainerposten beim Londoner Viertligisten Leyton Orient. Nach einem ordentlichen Start lag er mit dem Klub Anfang Dezember auf dem siebten Tabellenplatz, in den anschließenden zehn Ligapartien wurden aber nur noch zwei Punkte geholt, sodass Ende Februar 2022 im Anschluss an eine 0:2-Niederlage gegen Bristol City entlassen wurde. Die Mannschaft hatte zu diesem Zeitpunkt noch fünf Punkte Vorsprung auf einen Abstiegsplatz.